# Elezioni comunali in Lombardia del 2004
Il 12 giugno 2004 (con ballottaggio il 26 giugno) in Lombardia si tennero le elezioni per il rinnovo di numerosi consigli comunali.

## Milano

### Arese
| Candidati e Liste                            | Voti   | %      | Seggi |
| -------------------------------------------- | ------ | ------ | ----- |
| Gino Perferi                                 | 5.252  | 50,27  | -     |
| Forza Italia                                 | 2.497  | 27,38  | 7     |
| Unione dei Democratici Cristiani e di Centro | 1.255  | 13,76  | 3     |
| Alleanza Nazionale                           | 822    | 9,01   | 2     |
| Giancarlo Giudici                            | 3.966  | 37,96  | 1     |
| Democratici di Sinistra                      | 1.344  | 14,74  | 4     |
| La Margherita                                | 636    | 6,97   | 1     |
| Partito della Rifondazione Comunista         | 393    | 4,31   | 1     |
| Federazione dei Verdi                        | 297    | 3,26   | -     |
| In Comune Idea Giovani                       | 221    | 2,42   | -     |
| Socialisti Democratici Italiani              | 202    | 2,21   | -     |
| Partito dei Comunisti Italiani               | 155    | 1,70   | -     |
| Lista Di Pietro Occhetto                     | 149    | 1,63   | -     |
| Pietro Velio                                 | 621    | 5,94   | 1     |
| Lega Nord                                    | 566    | 6,21   | -     |
| Maurizio Pietrantonio                        | 434    | 4,15   | -     |
| Noi con Voi per Arese                        | 420    | 4,61   | -     |
| Franco Sarto                                 | 174    | 1,67   | -     |
| Udeur                                        | 163    | 1,79   | -     |
| Totale alle liste                            | 9.120  | 100,00 | 18    |
| TOTALE                                       | 10.447 | 100,00 | 20    |

### Brugherio
| Candidati e Liste                               | Voti   | %      | Seggi |
| ----------------------------------------------- | ------ | ------ | ----- |
| Carlo Antonio Cifronti                          | 9.437  | 47,19  | -     |
| Democratici di Sinistra                         | 2.460  | 13,76  | 6     |
| Cifronti Brugherio                              | 1.997  | 11,17  | 5     |
| La Margherita                                   | 1.556  | 8,71   | 4     |
| Partito della Rifondazione Comunista            | 1.139  | 6,37   | 2     |
| Partito dei Comunisti Italiani                  | 497    | 2,78   | 1     |
| Lista Di Pietro Occhetto                        | 337    | 1,89   | -     |
| Amleto Fortunato                                | 5.754  | 28,77  | 1     |
| Forza Italia                                    | 3.965  | 22,18  | 6     |
| Alleanza Nazionale                              | 948    | 5,30   | 1     |
| Quartieri Brugherio                             | 391    | 2,19   | -     |
| Partito Repubblicano Italiano- I Liberal Sgarbi | 75     | 0,42   | -     |
| Daniela Ronchi                                  | 2.153  | 10,77  | 1     |
| Lega Nord                                       | 1.701  | 9,52   | 2     |
| Forza Brugherio                                 | 510    | 2,85   | -     |
| Claudio Sarimari                                | 747    | 3,74   | 1     |
| Socialisti Democratici Italiani                 | 734    | 4,11   | -     |
| Andrea Vezzoso                                  | 568    | 2,84   | -     |
| Unione dei Democratici Cristiani e di Centro    | 565    | 3,16   | -     |
| Adolfo Gatti                                    | 548    | 2,74   | -     |
| Per Brugherio                                   | 510    | 2,85   | -     |
| Giuseppe Valentino                              | 408    | 2,04   | -     |
| Valentino Brugherio                             | 388    | 2,17   | -     |
| Paola Cappelletti                               | 384    | 1,92   | -     |
| Partito Pensionati                              | 382    | 2,14   | -     |
| Totale alle liste                               | 17.874 | 100,00 | 27    |
| TOTALE                                          | 19.999 | 100,00 | 30    |

### Carate Brianza
| Candidati e Liste                            | Voti   | %      | Seggi |
| -------------------------------------------- | ------ | ------ | ----- |
| Marco Pipino                                 | 3.977  | 36,77  | -     |
| Alleanza Nazionale                           | 1.593  | 17,43  | 5     |
| Amare Carate                                 | 1.077  | 11,79  | 3     |
| Caratesi                                     | 355    | 3,88   | 1     |
| Romano Bai                                   | 3.805  | 35,18  | 1     |
| Per Carate con Bai                           | 2.375  | 25,99  | 3     |
| Il Centro                                    | 830    | 9,08   | 1     |
| Massimo Pirovano                             | 1.851  | 17,11  | 1     |
| Forza Carate                                 | 1.291  | 14,13  | 2     |
| Lista Luce                                   | 267    | 2,92   | -     |
| Unione dei Democratici Cristiani e di Centro | 207    | 2,27   | -     |
| Giovanni Fumagalli                           | 1.136  | 10,50  | 1     |
| Lega Nord                                    | 1.098  | 12,02  | 2     |
| Francesco De Vecchi                          | 48     | 0,44   | -     |
| Udeur                                        | 45     | 0,49   | -     |
| Totale alle liste                            | 9.138  | 100,00 | 18    |
| TOTALE                                       | 10.817 | 100,00 | 20    |

### Cesano Boscone
| Candidati e Liste                            | Voti   | %      | Seggi |
| -------------------------------------------- | ------ | ------ | ----- |
| Vincenzo D'Avanzo                            | 8.547  | 60,83  | -     |
| Democratici di Sinistra                      | 3.287  | 24,31  | 6     |
| La Margherita                                | 1.176  | 8,70   | 2     |
| Socialisti Democratici Italiani              | 1.124  | 8,31   | 2     |
| Partito della Rifondazione Comunista         | 952    | 7,04   | 1     |
| Lista Di Pietro Occhetto                     | 544    | 4,02   | 1     |
| Federazione dei Verdi                        | 491    | 3,63   | 1     |
| Cesano in Testa                              | 421    | 3,11   | -     |
| Partito dei Comunisti Italiani               | 181    | 1,34   | -     |
| Vincenzo Bongiorno                           | 3.131  | 22,28  | 1     |
| Forza Italia                                 | 3.080  | 22,78  | 4     |
| Santi Raimondo                               | 1.206  | 8,58   | 1     |
| Alleanza Nazionale                           | 1.154  | 8,53   | -     |
| Stefano Bellintani                           | 736    | 5,24   | 1     |
| Lega Nord                                    | 709    | 5,24   | -     |
| Giancarlo Chiapparoli                        | 431    | 3,07   | -     |
| Unione dei Democratici Cristiani e di Centro | 402    | 2,97   | -     |
| Totale alle liste                            | 13.521 | 100,00 | 17    |
| TOTALE                                       | 14.051 | 100,00 | 20    |

### Cesano Maderno
| Candidati e Liste                                                 | Voti   | %      | Seggi |
| ----------------------------------------------------------------- | ------ | ------ | ----- |
| Paolo Vaghi                                                       | 12.581 | 60,08  | -     |
| Ponti per Cesano (DL-UDC-Popolari per Cesano-Alleanza per Cesano) | 6.446  | 33.28  | 11    |
| Democratici di Sinistra                                           | 3.087  | 15,94  | 5     |
| Alleanza Riformista                                               | 1.834  | 9,47   | 3     |
| Franco Biassoni                                                   | 2.975  | 14,21  | 1     |
| Forza Italia                                                      | 2.896  | 14,95  | 3     |
| Luca Bonfanti                                                     | 2.425  | 11.58  | 1     |
| Lega Nord                                                         | 2.360  | 12,18  | 3     |
| Andrea Rovelli                                                    | 2.088  | 9,97   | 1     |
| Alleanza Nazionale                                                | 1.300  | 6,71   | 2     |
| Democrazia Cesanese                                               | 476    | 2,46   | -     |
| Vita con Rovelli                                                  | 127    | 0,66   | -     |
| Pier Angelo Guagnetti                                             | 589    | 2,81   | -     |
| Partito della Rifondazione Comunista                              | 573    | 2,96   | -     |
| Vincenzino Basilico                                               | 282    | 1,35   | -     |
| Lista Di Pietro Occhetto                                          | 271    | 1,40   | -     |
| Totale alle liste                                                 | 19.370 | 100,00 | 27    |
| TOTALE                                                            | 20.940 | 100,00 | 30    |

### Cinisello Balsamo
| Candidati e Liste                            | Voti   | %      | Seggi |
| -------------------------------------------- | ------ | ------ | ----- |
| Angelo Zaninello                             | 21.658 | 50,16  | -     |
| Democratici di Sinistra                      | 10.380 | 25,79  | 11    |
| Partito della Rifondazione Comunista         | 3.620  | 9,00   | 3     |
| La Margherita                                | 2.839  | 7,05   | 3     |
| Federazione dei Verdi                        | 1.010  | 2,51   | 1     |
| Lista Di Pietro Occhetto                     | 915    | 2,27   | -     |
| Socialisti Democratici Italiani              | 874    | 2,17   | -     |
| Udeur                                        | 695    | 1,73   | -     |
| Partito dei Comunisti Italiani               | 584    | 1,45   | -     |
| Luciano Valaguzza                            | 13.672 | 31,66  | 1     |
| Forza Italia                                 | 8.578  | 21,32  | 6     |
| Alleanza Nazionale                           | 2.519  | 6,26   | 2     |
| Unione dei Democratici Cristiani e di Centro | 911    | 2,26   | -     |
| Nuovo PSI                                    | 468    | 1,16   | -     |
| Lista Civica Meic                            | 163    | 0,41   | -     |
| Ezio Meroni                                  | 4.812  | 11,14  | 1     |
| Ambiente e Solidarietà                       | 3.942  | 9,80   | 1     |
| Simone Boiocchi                              | 2.287  | 5,30   | 1     |
| Lega Nord                                    | 2.121  | 5,27   | -     |
| Paola Gagliardi                              | 749    | 1,73   | -     |
| Bella Ciao                                   | 623    | 1,55   | -     |
| Totale alle liste                            | 40.242 | 100,00 | 27    |
| TOTALE                                       | 43.178 | 100,00 | 30    |

### Cologno Monzese
| Candidati e Liste                                | Voti   | %      | Seggi |
| ------------------------------------------------ | ------ | ------ | ----- |
| Mario Soldano                                    | 7.166  | 25,36  | -     |
| Democratici di Sinistra                          | 3.381  | 13,31  | 10    |
| La Margherita                                    | 1.554  | 6,12   | 5     |
| Lista Cantalupo Socialisti per il Centrosinistra | 967    | 3,81   | 3     |
| Lista Di Pietro Occhetto                         | 302    | 1,19   | -     |
| Udeur                                            | 128    | 0,50   | -     |
| Salvatore Capodici                               | 7.482  | 26,48  | 1     |
| Forza Italia                                     | 4.727  | 18,61  | 3     |
| Alleanza Nazionale                               | 1.295  | 5,10   | 1     |
| Lista Civica Lo Verso                            | 711    | 2,80   | -     |
| Cologno sei Tu                                   | 1.209  | 1,19   | -     |
| Vittorio Beretta                                 | 6.198  | 21,93  | 1     |
| Pace e Diritti                                   | 1.771  | 6,97   | 1     |
| Partito della Rifondazione Comunista             | 1.625  | 6,40   | 1     |
| Partito dei Comunisti Italiani                   | 824    | 3,24   | -     |
| Società Democratica per Cologno                  | 649    | 2,56   | -     |
| Italia Socialista                                | 106    | 0,42   | -     |
| Maurizio Franco Diaco                            | 4.752  | 16,82  | 1     |
| Nuovo PSI                                        | 1.121  | 4,41   | 1     |
| Federazione dei Verdi                            | 1.005  | 3,96   | 1     |
| Nuova Democrazia                                 | 700    | 2,76   | -     |
| Lista Gavazzi                                    | 603    | 2,37   | -     |
| Unione dei Democratici Cristiani e di Centro     | 529    | 2,08   | -     |
| Socialisti Democratici Italiani                  | 343    | 1,35   | -     |
| Partito Repubblicano Italiano                    | 342    | 1,35   | -     |
| Angelo Rocchi                                    | 1.156  | 4,09   | 1     |
| Lega Nord                                        | 1.051  | 4,14   | -     |
| Agnese Losi                                      | 979    | 3,46   | -     |
| Con Noi per Cologno                              | 871    | 3,43   | -     |
| Armando Zanichelli                               | 372    | 1,32   | -     |
| Fraternità Civica                                | 345    | 1,36   | -     |
| Gianmario Monaldo                                | 155    | 0,55   | -     |
| Alleanza Cologno Destra Colognese                | 142    | 0,56   | -     |
| Totale alle liste                                | 25.394 | 100,00 | 26    |
| TOTALE                                           | 28.260 | 100,00 | 30    |

### Cormano
| Candidati e Liste                            | Voti   | %      | Seggi |
| -------------------------------------------- | ------ | ------ | ----- |
| Roberto Cornelli                             | 4.669  | 40,87  | -     |
| Democratici di Sinistra                      | 2.178  | 21,23  | 6     |
| La Margherita                                | 927    | 9,03   | 2     |
| Socialisti Democratici Italiani              | 550    | 5,36   | 1     |
| Partito dei Comunisti Italiani               | 240    | 2,34   | -     |
| Lista Di Pietro Occhetto                     | 191    | 1,86   | -     |
| Carla Bossi                                  | 4.124  | 36,10  | 1     |
| Forza Italia                                 | 2.035  | 19,83  | 5     |
| Impegno Comune                               | 756    | 7,37   | 1     |
| Alleanza Nazionale                           | 650    | 6,33   | -     |
| Unione dei Democratici Cristiani e di Centro | 178    | 1,73   | -     |
| Massimo Cionci                               | 1.045  | 9,15   | 1     |
| Partito della Rifondazione Comunista         | 1.031  | 10,05  | 2     |
| Gianluca Magni                               | 788    | 6,90   | 1     |
| Lega Nord                                    | 743    | 7,24   | -     |
| Fernando Grassi                              | 435    | 3,81   | -     |
| Federazione dei Verdi                        | 422    | 4,11   | -     |
| Liliana Palazzolo                            | 363    | 3,18   | -     |
| Socialisti 2004                              | 360    | 3,51   | -     |
| Totale alle liste                            | 10.261 | 100,00 | 17    |
| TOTALE                                       | 11.424 | 100,00 | 20    |

### Cornaredo
| Candidati e Liste                            | Voti   | %      | Seggi |
| -------------------------------------------- | ------ | ------ | ----- |
| Pompilio Crivellone                          | 6.781  | 54,84  | -     |
| Democratici di Sinistra                      | 2.163  | 19,36  | 6     |
| Partito della Rifondazione Comunista         | 1.169  | 10,46  | 2     |
| La Margherita                                | 1.111  | 9,94   | 2     |
| Federazione dei Verdi                        | 673    | 6,02   | 1     |
| Socialisti Democratici Italiani              | 562    | 5,03   | 1     |
| Partito dei Comunisti Italiani               | 366    | 3,28   | -     |
| Mauro Enrico Sommariva                       | 2.702  | 21,57  | 1     |
| Forza Italia                                 | 2.094  | 18,74  | 3     |
| Unione dei Democratici Cristiani e di Centro | 446    | 3,99   | -     |
| Dario Ceniti                                 | 1.693  | 13,52  | 1     |
| Alleanza Nazionale                           | 1.120  | 10,02  | 1     |
| Solidarietà e Progresso                      | 279    | 2,50   | -     |
| Rosalba Antonina Locati                      | 1.350  | 10,78  | 1     |
| Lega Nord                                    | 1.190  | 10,65  | 1     |
| Totale alle liste                            | 11.173 | 100,00 | 17    |
| TOTALE                                       | 12.526 | 100,00 | 20    |

### Cusano Milanino
| Candidati e Liste                                         | Voti   | %      | Seggi |
| --------------------------------------------------------- | ------ | ------ | ----- |
| Lino Volpato                                              | 6.363  | 51,56  | -     |
| Democratici di Sinistra                                   | 2.397  | 21,76  | 6     |
| Sinistra Unita                                            | 779    | 7,07   | 2     |
| La Margherita                                             | 764    | 6,94   | 2     |
| Federazione dei Verdi                                     | 742    | 6,74   | 1     |
| Lista Di Pietro Occhetto                                  | 493    | 4,48   | 1     |
| Socialisti Democratici Italiani                           | 305    | 2,77   | -     |
| Dino Luigi Galli                                          | 4.739  | 38,40  | 1     |
| Forza Italia-Unione dei Democratici Cristiani e di Centro | 3.056  | 27,75  | 5     |
| Alleanza Nazionale                                        | 1.015  | 9,22   | 1     |
| Nuovo PSI                                                 | 278    | 2,52   | -     |
| Sergio Ghisellini                                         | 1.238  | 10,03  | 1     |
| Lega Nord                                                 | 1.185  | 10,76  | -     |
| Totale alle liste                                         | 11.014 | 100,00 | 18    |
| TOTALE                                                    | 12.340 | 100,00 | 20    |

### Giussano
| Candidati e Liste                            | Voti   | %      | Seggi |
| -------------------------------------------- | ------ | ------ | ----- |
| Franco Riva                                  | 6.888  | 49,54  | -     |
| Giussano Democratica                         | 2.244  | 17,98  | 5     |
| Riva Sindaco                                 | 2.228  | 17,85  | 5     |
| Unione dei Democratici Cristiani e di Centro | 1.290  | 10,34  | 2     |
| Mario Graziano Nespoli                       | 2.875  | 20,68  | 1     |
| Forza Italia                                 | 2.841  | 22,76  | 3     |
| Umberto Ballabio                             | 2.072  | 14,90  | 1     |
| Lega Nord                                    | 1.788  | 14,33  | 2     |
| Brianza Subito                               | 103    | 0,83   | -     |
| Giacomo Pasquina                             | 788    | 5,67   | 1     |
| Partito Repubblicano Italiano                | 786    | 6,30   | -     |
| Ettore Ballabio                              | 758    | 5,45   | -     |
| Giussano Popolare (DS-PRC-PDCI-SDI-UDEUR)    | 710    | 5,69   | -     |
| Vincenzo Alessandrelli                       | 524    | 3,77   | -     |
| Alleanza Nazionale                           | 490    | 3,93   | -     |
| Totale alle liste                            | 12.480 | 100,00 | 17    |
| TOTALE                                       | 13.905 | 100,00 | 20    |

### Lainate
| Candidati e Liste                              | Voti   | %      | Seggi |
| ---------------------------------------------- | ------ | ------ | ----- |
| Mario Bussini                                  | 4.875  | 33,28  | -     |
| Democratici di Sinistra                        | 1.690  | 13,48  | 6     |
| Partito della Rifondazione Comunista           | 1.115  | 8,89   | 3     |
| La Margherita                                  | 823    | 6,56   | 2     |
| Lista Di Pietro Occhetto-Federazione dei Verdi | 411    | 3,28   | 1     |
| Partito dei Comunisti Italiani                 | 147    | 1,17   | -     |
| Adriano Anzani                                 | 5.238  | 35,76  | 1     |
| Forza Italia                                   | 2.415  | 19,26  | 2     |
| Alleanza Nazionale                             | 940    | 7,50   | 1     |
| Lista Anzani                                   | 915    | 7,30   | 1     |
| Unione dei Democratici Cristiani e di Centro   | 361    | 2,88   | -     |
| Alberto Landonio                               | 3.321  | 22,67  | 1     |
| Lainate nel Cuore                              | 1.148  | 9,15   | 1     |
| Grancia Pagliera Barbaiana                     | 751    | 5,99   | -     |
| Lista Romanò                                   | 681    | 5,43   | -     |
| Andrea Mario Pilati                            | 1.214  | 8,29   | 1     |
| Lega Nord                                      | 1.144  | 9,12   | -     |
| Totale alle liste                              | 12.541 | 100,00 | 17    |
| TOTALE                                         | 14.648 | 100,00 | 20    |

### Melzo
| Candidati e Liste                            | Voti   | %      | Seggi |
| -------------------------------------------- | ------ | ------ | ----- |
| Paolo Sabbioni                               | 3.109  | 26,65  | -     |
| Insieme per Melzo                            | 1.430  | 13,67  | 7     |
| Insieme per Sabbioni                         | 1.206  | 11,53  | 5     |
| Marco Alfonso Paiardi                        | 4.901  | 42,01  | 1     |
| Democratici di Sinistra                      | 1.868  | 17,86  | 2     |
| La Margherita                                | 839    | 8,02   | 1     |
| Partito della Rifondazione Comunista         | 667    | 6,38   | 1     |
| Socialisti Democratici Italiani              | 511    | 4,89   | -     |
| Partito dei Comunisti Italiani               | 353    | 3,38   | -     |
| Lista Di Pietro Occhetto                     | 128    | 1,22   | -     |
| Giovanni Paramatti                           | 2.506  | 21,48  | 1     |
| Forza Italia                                 | 1.621  | 15,50  | 2     |
| Alleanza Nazionale                           | 589    | 5,63   | -     |
| Nuovo PSI                                    | 145    | 1,39   | -     |
| Mauro Andreoni                               | 774    | 6,63   | -     |
| Lega Nord                                    | 748    | 7,15   | -     |
| Massimiliano Loda                            | 200    | 1,71   | -     |
| Partito Pensionati                           | 81     | 0,77   | -     |
| No Euro                                      | 51     | 0,49   | -     |
| P.A.C.E.                                     | 21     | 0,20   | -     |
| Lombardia Nazione                            | 20     | 0,19   | -     |
| Fronte Cristiano                             | 10     | 0,10   | -     |
| Marco Carazzina                              | 177    | 1,52   | -     |
| Unione dei Democratici Cristiani e di Centro | 171    | 1,63   | -     |
| Totale alle liste                            | 10.459 | 100,00 | 17    |
| TOTALE                                       | 11.667 | 100,00 | 20    |

### Muggiò
| Candidati e Liste                            | Voti   | %      | Seggi |
| -------------------------------------------- | ------ | ------ | ----- |
| Carlo Giuseppe Fossati                       | 6.270  | 45,90  | -     |
| Democratici di Sinistra                      | 1.939  | 15,70  | 5     |
| Partito della Rifondazione Comunista         | 1.345  | 10,89  | 3     |
| La Margherita                                | 997    | 8,07   | 2     |
| Partito dei Comunisti Italiani               | 386    | 3,13   | 1     |
| Socialisti Democratici Italiani              | 375    | 3,04   | 1     |
| ViviMuggiò                                   | 289    | 2,34   | -     |
| Lista Di Pietro Occhetto                     | 255    | 2,07   | -     |
| Pietro Stefano Zanantoni                     | 5.801  | 42,47  | 1     |
| Forza Italia                                 | 3.094  | 25,06  | 4     |
| Alleanza Nazionale                           | 854    | 6,92   | 1     |
| Unione dei Democratici Cristiani e di Centro | 710    | 5,75   | 1     |
| Zanantoni Sindaco                            | 570    | 4,62   | -     |
| Mario Galimberti                             | 1.055  | 7,72   | 1     |
| Lega Nord                                    | 1.027  | 8,32   | -     |
| Angelo Galletti                              | 534    | 3,91   | -     |
| Solo per Muggiò                              | 507    | 4,11   | -     |
| Totale alle liste                            | 12.348 | 100,00 | 18    |
| TOTALE                                       | 13.660 | 100,00 | 20    |

### Novate Milanese
| Candidati e Liste                            | Voti   | %      | Seggi |
| -------------------------------------------- | ------ | ------ | ----- |
| Luigi Silva                                  | 6.143  | 47,68  | -     |
| Forza Italia                                 | 2.025  | 18,07  | 5     |
| Unione dei Democratici Cristiani e di Centro | 1.001  | 8,93   | 2     |
| Alleanza Nazionale                           | 944    | 8,43   | 2     |
| Uniti per Novate                             | 810    | 7,23   | 2     |
| Giovani per Novate                           | 358    | 3,20   | -     |
| Sergio Telaroli                              | 5.005  | 40,15  | 1     |
| Democratici di Sinistra                      | 2.373  | 21,18  | 4     |
| La Margherita                                | 1.165  | 10,40  | 2     |
| Partito della Rifondazione Comunista         | 816    | 7,28   | 1     |
| Federazione dei Verdi                        | 469    | 4,19   | -     |
| Altra Novate                                 | 395    | 3,53   | -     |
| Partito dei Comunisti Italiani               | 221    | 1.97   | -     |
| Luciano Galli                                | 673    | 5,22   | 1     |
| Lega Nord                                    | 627    | 5,60   | -     |
| Totale alle liste                            | 11.204 | 100,00 | 17    |
| TOTALE                                       | 12.883 | 100,00 | 20    |

### Paderno Dugnano
| Candidati e Liste                            | Voti   | %      | Seggi |
| -------------------------------------------- | ------ | ------ | ----- |
| Gianfranco Massetti                          | 14.579 | 53,05  | -     |
| Democratici di Sinistra                      | 4.079  | 16,36  | 6     |
| La Margherita                                | 3.032  | 12,16  | 5     |
| Partito della Rifondazione Comunista         | 2.026  | 8,13   | 3     |
| Federazione dei Verdi                        | 1.655  | 6,64   | 2     |
| Socialisti Democratici Italiani              | 1.203  | 4,83   | 1     |
| Partito dei Comunisti Italiani               | 681    | 2,73   | 1     |
| Lista Di Pietro Occhetto                     | 409    | 1,64   | -     |
| Mauro De Simone                              | 9.419  | 34,27  | 1     |
| Forza Italia                                 | 5.916  | 23,73  | 6     |
| Alleanza Nazionale                           | 1.550  | 6,22   | 1     |
| Unione dei Democratici Cristiani e di Centro | 873    | 3,50   | 1     |
| Nuovo PSI                                    | 175    | 0,70   | -     |
| Vita in Lombardia                            | 109    | 0,44   | -     |
| Gianluca Bogani                              | 2.398  | 8,73   | 1     |
| Lega Nord                                    | 2.247  | 9,01   | 1     |
| Pierino Favrin                               | 1.085  | 3,95   | 1     |
| Favrin Sindaco                               | 977    | 3,92   | -     |
| Totale alle liste                            | 24.932 | 100,00 | 27    |
| TOTALE                                       | 27.481 | 100,00 | 30    |

### Peschiera Borromeo
| Candidati e Liste                                                 | Voti   | %      | Seggi |
| ----------------------------------------------------------------- | ------ | ------ | ----- |
| Francesco Tabacchi                                                | 4.371  | 34,17  | -     |
| Democratici di Sinistra                                           | 1.812  | 16,27  | 5     |
| La Margherita                                                     | 736    | 6,61   | 2     |
| Udeur                                                             | 458    | 4,11   | 1     |
| Socialisti Democratici Italiani                                   | 318    | 2,86   | 1     |
| Partito dei Comunisti Italiani-Sinistra Democratica per Peschiera | 285    | 2,56   | -     |
| Domenico Piromalli                                                | 5.140  | 40,18  | 1     |
| Forza Italia                                                      | 1.994  | 17,90  | 3     |
| Con Malinverno per Peschiera                                      | 1.218  | 10,94  | 2     |
| Unione dei Democratici Cristiani e di Centro                      | 507    | 4,55   | 1     |
| Lista Piromalli-Liberaldemocratici                                | 502    | 4,51   | -     |
| Alleanza per Peschiera                                            | 216    | 1,94   | -     |
| Sergio Facchini                                                   | 1.558  | 12,18  | 1     |
| Partito della Rifondazione Comunista                              | 648    | 5,82   | 1     |
| Federazione dei Verdi-Peschiera Ambiente                          | 517    | 4,64   | 1     |
| Lista Di Pietro Occhetto                                          | 246    | 2,21   | -     |
| Luciano Buonocore                                                 | 680    | 5,32   | 1     |
| Alleanza Nazionale                                                | 627    | 5,63   | -     |
| Donatello De Mercurio                                             | 592    | 4,63   | -     |
| Lega Nord                                                         | 594    | 5,33   | -     |
| Massimo Chiodo                                                    | 227    | 1,77   | -     |
| Socialisti Uniti                                                  | 233    | 2,09   | -     |
| Franco Arcidiacono                                                | 225    | 1,76   | -     |
| Destra Liberale                                                   | 226    | 2,03   | -     |
| Totale alle liste                                                 | 11.137 | 100,00 | 17    |
| TOTALE                                                            | 12.793 | 100,00 | 20    |

### Rozzano
| Candidati e Liste                            | Voti   | %      | Seggi |
| -------------------------------------------- | ------ | ------ | ----- |
| Rocco Antonio D'Avolio                       | 13.678 | 62,45  | -     |
| Democratici di Sinistra                      | 5.183  | 27,62  | 10    |
| La Margherita                                | 2.240  | 11,94  | 4     |
| Partito della Rifondazione Comunista         | 1.484  | 7,91   | 3     |
| Partito dei Comunisti Italiani               | 1.088  | 5,80   | 2     |
| Federazione dei Verdi                        | 557    | 2,97   | 1     |
| Socialisti Democratici Italiani              | 435    | 2,32   | -     |
| Udeur                                        | 240    | 1,28   | -     |
| Lista Di Pietro Occhetto                     | 183    | 0,98   | -     |
| Michele Procida                              | 5.525  | 25,23  | 1     |
| Forza Italia                                 | 3.490  | 18,60  | 6     |
| Partito Repubblicano Italiano                | 567    | 3,02   | 1     |
| Cittadini Solidali                           | 408    | 2,17   | -     |
| Unione dei Democratici Cristiani e di Centro | 156    | 0,83   | -     |
| Per Quinto e Valleambrosia                   | 149    | 0,79   | -     |
| Insieme per Cassino                          | 127    | 0,68   | -     |
| Liberal Sgarbi                               | 64     | 0,34   | -     |
| Ermanno Valli                                | 1.101  | 5,03   | 1     |
| Alleanza Nazionale                           | 1.039  | 5,54   | -     |
| Aristide Rossi                               | 930    | 4,25   | 1     |
| Lega Nord                                    | 863    | 4,63   | -     |
| Angelo Stringaro                             | 668    | 3,05   | -     |
| Socialisti Uniti                             | 251    | 1,34   | -     |
| Insieme per Rozzano                          | 140    | 0,75   | -     |
| Da Sempre ci Siamo                           | 56     | 0,30   | -     |
| L'Altra Voce                                 | 43     | 0,23   | -     |
| Totale alle liste                            | 18.763 | 100,00 | 27    |
| TOTALE                                       | 21.902 | 100,00 | 30    |

### San Giuliano Milanese
| Candidati e Liste                            | Voti   | %      | Seggi |
| -------------------------------------------- | ------ | ------ | ----- |
| Marco Toni                                   | 11.866 | 60,52  | -     |
| Democratici di Sinistra                      | 4.039  | 23,44  | 8     |
| Per Marco Toni                               | 3.193  | 18,53  | 7     |
| Partito della Rifondazione Comunista         | 1.026  | 5,95   | 2     |
| La Margherita                                | 610    | 3,54   | 1     |
| Socialisti Democratici Italiani              | 448    | 2,60   | -     |
| Partito dei Comunisti Italiani               | 234    | 1,36   | -     |
| Lista Di Pietro Occhetto                     | 200    | 1,16   | -     |
| Pasquale Bitetto                             | 4.862  | 24,80  | 1     |
| Forza Italia                                 | 2.625  | 15,23  | 5     |
| Alleanza Nazionale                           | 807    | 4,68   | 1     |
| Muoversi Insieme                             | 753    | 4,37   | 1     |
| Unione dei Democratici Cristiani e di Centro | 272    | 1,58   | -     |
| Socialisti Uniti                             | 211    | 1,22   | -     |
| Partito Repubblicano Italiano-Liberal Sgarbi | 99     | 0,57   | -     |
| Virginio Bordoni                             | 1.166  | 5,95   | 1     |
| Lista Bordoni (Federazione dei Verdi-Altri)  | 1.033  | 5.99   | 1     |
| Marco Magri                                  | 934    | 4,76   | 1     |
| Città Nuova                                  | 924    | 5,36   | -     |
| Sergio Bolzoni                               | 778    | 3,97   | 1     |
| Lega Nord                                    | 759    | 4,40   | -     |
| Totale alle liste                            | 17.233 | 100,00 | 27    |
| TOTALE                                       | 19.606 | 100,00 | 30    |

### Senago
| Candidati e Liste                            | Voti   | %      | Seggi |
| -------------------------------------------- | ------ | ------ | ----- |
| Enrico Chiesa                                | 6.044  | 49,99  | -     |
| Democratici di Sinistra                      | 1.702  | 15,62  | 5     |
| Partito della Rifondazione Comunista         | 971    | 8,91   | 2     |
| Per Senago                                   | 882    | 8,10   | 2     |
| Democratici per Senago                       | 659    | 6,05   | 1     |
| Lista Di Pietro Occhetto                     | 508    | 4,66   | 1     |
| La Margherita                                | 378    | 3,47   | 1     |
| Partito dei Comunisti Italiani               | 246    | 2,26   | -     |
| Barbara Novo                                 | 3.209  | 26,54  | 1     |
| Forza Italia                                 | 1.786  | 16,39  | 3     |
| Alleanza Nazionale                           | 627    | 5,76   | 1     |
| Unione dei Democratici Cristiani e di Centro | 503    | 4,62   | -     |
| Franca Rossetti                              | 1.345  | 11,12  | 1     |
| La Farfalla                                  | 1.207  | 11,08  | 1     |
| Riccardo Pase                                | 966    | 7,99   | 1     |
| Lega Nord                                    | 927    | 8,51   | -     |
| Paola Guillet                                | 526    | 4,35   | -     |
| Sviluppo per Senago                          | 498    | 4,57   | -     |
| Totale alle liste                            | 10.894 | 100,00 | 17    |
| TOTALE                                       | 12.090 | 100,00 | 20    |

### Settimo Milanese
| Candidati e Liste                                         | Voti   | %      | Seggi |
| --------------------------------------------------------- | ------ | ------ | ----- |
| Massimo Sacchi                                            | 5.864  | 54,36  | -     |
| Democratici di Sinistra                                   | 2.585  | 26,75  | 7     |
| Partito della Rifondazione Comunista                      | 1.191  | 12,33  | 3     |
| La Margherita                                             | 999    | 10,34  | 2     |
| Lista Di Pietro Occhetto                                  | 293    | 3,03   | -     |
| Partito dei Comunisti Italiani                            | 114    | 1,18   | -     |
| Marina Petruni                                            | 2.973  | 27,56  | 1     |
| Forza Italia-Unione dei Democratici Cristiani e di Centro | 1.747  | 18,08  | 4     |
| Alleanza Nazionale                                        | 596    | 6,17   | 1     |
| Nuovo PSI                                                 | 245    | 2,54   | -     |
| Ernesto Marinoni                                          | 871    | 8,07   | 1     |
| Lega Nord                                                 | 859    | 8,89   | -     |
| Gaetano Bonvino                                           | 811    | 7,52   | 1     |
| Socialisti Democratici Italiani-Altri                     | 769    | 7,96   | -     |
| Ugo Ruggero De Blasio                                     | 268    | 2,48   | -     |
| Voce Indipendente                                         | 264    | 2,73   | -     |
| Totale alle liste                                         | 9.662  | 100,00 | 17    |
| TOTALE                                                    | 10.787 | 100,00 | 20    |

## Bergamo

### Bergamo
| Candidati e Liste                            | Voti   | %      | Seggi |
| -------------------------------------------- | ------ | ------ | ----- |
| Roberto Bruni                                | 31.325 | 45,65  | -     |
| Lista Bruni                                  | 8.218  | 13,48  | 8     |
| Democratici di Sinistra                      | 7.481  | 12,28  | 7     |
| La Margherita                                | 4.798  | 7,87   | 4     |
| Rifondazione Comunista                       | 2.539  | 4,17   | 2     |
| L'Aratro                                     | 1.738  | 2,85   | 1     |
| Italia dei Valori                            | 1.125  | 1,85   | 1     |
| Federazione dei Verdi                        | 1.123  | 1,84   | 1     |
| Comunisti Italiani                           | 408    | 0,67   | -     |
| Cesare Veneziani                             | 27.085 | 39,47  | 1     |
| Forza Italia                                 | 13.936 | 22,87  | 7     |
| Alleanza Nazionale                           | 4.386  | 7,20   | 2     |
| Lista Veneziani                              | 3.640  | 5,97   | 1     |
| Unione dei Democratici Cristiani e di Centro | 1.905  | 3,13   | 1     |
| Luciana Frosio Roncalli                      | 7.847  | 11,44  | 1     |
| Lega Nord                                    | 7.472  | 12,26  | 3     |
| Antonello Mura                               | 475    | 0,69   | -     |
| Alternativa Sociale                          | 444    | 0,73   | -     |
| Franco Colacello                             | 443    | 0,65   | -     |
| La Città Aperta                              | 266    | 0,44   | -     |
| Partito Democratico Cristiano                | 127    | 0,21   | -     |
| Flavio Carlo Ferrario                        | 329    | 0,48   | -     |
| No Euro                                      | 196    | 0,32   | -     |
| Lombardia Nazione                            | 90     | 0,15   | -     |
| Fronte Cristiano                             | 20     | 0,03   | -     |
| Orio Zaffanella                              | 311    | 0,45   | -     |
| Salvi Zaffanella                             | 278    | 0,46   | -     |
| Umberto Albini                               | 273    | 0,40   | -     |
| Bergamo per Bergamo                          | 238    | 0,39   | -     |
| Gianmario Macconi                            | 226    | 0,33   | -     |
| Movimento Idea Sociale                       | 210    | 0,34   | -     |
| Fabrizio Fassi                               | 162    | 0,24   | -     |
| Lista Civica I Borghi-GPR                    | 170    | 0,28   | -     |
| Antonfabio Bari                              | 141    | 0,21   |       |
| Udeur                                        | 136    | 0,22   | -     |
| Totale alle liste                            | 60.944 | 100,00 | 38    |
| TOTALE                                       | 68.617 | 100,00 | 40    |

Fonte: Ministero dell'Interno

### Albino
| Candidati e Liste                            | Voti   | %      | Seggi |
| -------------------------------------------- | ------ | ------ | ----- |
| Piergiacomo Rizzi                            | 3.283  | 31,59  | -     |
| Lega Nord                                    | 3.098  | 33,46  | 12    |
| Maurizio Noris                               | 2.399  | 23,09  | 1     |
| Progettalbino                                | 1.107  | 11,96  | 2     |
| Progetto Valle del Lujo                      | 511    | 5,52   | -     |
| Progetto Giovani                             | 397    | 4,29   | -     |
| Luigi Gelmi                                  | 1.537  | 14,79  | 1     |
| Democratici di Sinistra                      | 1.443  | 15,58  | 1     |
| Franco Consoni                               | 1.449  | 13,94  | 1     |
| La Margherita                                | 755    | 8,15   | -     |
| Albino in Crescita                           | 344    | 3,72   | -     |
| Annamaria Giussani                           | 933    | 8,98   | 1     |
| Forza Italia                                 | 913    | 9,86   | -     |
| Lorenzo Bertacchi                            | 790    | 7,60   | 1     |
| Unione dei Democratici Cristiani e di Centro | 411    | 4,44   | -     |
| Alleanza Nazionale                           | 280    | 3,02   | -     |
| Totale alle liste                            | 9.259  | 100,00 | 15    |
| TOTALE                                       | 10.391 | 100,00 | 20    |

### Dalmine
| Candidati e Liste                                                                | Voti   | %      | Seggi |
| -------------------------------------------------------------------------------- | ------ | ------ | ----- |
| Francesca Bruschi                                                                | 7.439  | 56,60  | -     |
| La Margherita                                                                    | 2.267  | 20,20  | 5     |
| Democratici di Sinistra                                                          | 1.641  | 14,62  | 4     |
| Dalmine Democratica (Partito della Rifondazione Comunista-Federazione dei Verdi) | 879    | 7,83   | 2     |
| Partito dei Comunisti Italiani                                                   | 426    | 3,80   | 1     |
| Socialisti Democratici Italiani                                                  | 407    | 3,63   | -     |
| Italia dei Valori                                                                | 321    | 2,86   | -     |
| Giovanni Facoetti                                                                | 2.936  | 22,34  | 1     |
| Lega Nord                                                                        | 2.436  | 21,70  | 4     |
| Dalmine-Sì                                                                       | 237    | 2,11   | -     |
| Roberto Brembilla                                                                | 2.767  | 21,05  | 1     |
| Forza Italia                                                                     | 1.837  | 16,37  | 2     |
| Alleanza Nazionale                                                               | 470    | 4,19   | -     |
| Unione dei Democratici Cristiani e di Centro                                     | 304    | 2,71   | -     |
| Totale alle liste                                                                | 11.225 | 100,00 | 18    |
| TOTALE                                                                           | 13.142 | 100,00 | 20    |

### Romano di Lombardia
| Candidati e Liste                            | Voti   | %      | Seggi |
| -------------------------------------------- | ------ | ------ | ----- |
| Emilio Tognoli                               | 4.799  | 46,85  | -     |
| Popolari per Longhi                          | 1.647  | 19,75  | 6     |
| Democratici di Sinistra                      | 1.123  | 13,47  | 4     |
| Romano Insieme                               | 434    | 5.20   | 1     |
| Socialisti Democratici Italiani              | 273    | 3,27   | 1     |
| Giuliano Suardi                              | 2.160  | 21,09  | 1     |
| Forza Italia                                 | 1.265  | 15,17  | 2     |
| Alleanza Nazionale                           | 402    | 4,82   | 1     |
| Unione dei Democratici Cristiani e di Centro | 283    | 3,39   | -     |
| Romualdo Natali                              | 1.656  | 16,17  | 1     |
| Lega Nord                                    | 1.124  | 13,48  | 2     |
| Cattolici Liberali                           | 181    | 2,17   | -     |
| Lista Civica                                 | 157    | 1,88   | -     |
| Sebastiano Prezioso                          | 984    | 9,61   | 1     |
| Patto per Romano                             | 897    | 10,76  | -     |
| Marinella Siepi                              | 374    | 3,65   | -     |
| Città Nuova                                  | 314    | 3,76   | -     |
| Valeria Cova                                 | 270    | 2,64   | -     |
| Partito dei Comunisti Italiani               | 240    | 2,88   | -     |
| Totale alle liste                            | 8.340  | 100,00 | 17    |
| TOTALE                                       | 10.243 | 100,00 | 20    |

### Seriate
| Candidati e Liste                            | Voti   | %      | Seggi |
| -------------------------------------------- | ------ | ------ | ----- |
| Silvana Santisi                              | 5.432  | 41,54  | -     |
| Lega Nord                                    | 5.074  | 42,93  | 12    |
| Paolo Giovanni Tiraboschi                    | 4.325  | 33,07  | 1     |
| La Margherita                                | 1.802  | 15,25  | 1     |
| La Casa Comune                               | 999    | 8,45   | 1     |
| Partito della Rifondazione Comunista         | 935    | 7,91   | 1     |
| Gianfranco Cremaschi                         | 3.320  | 25,39  | 1     |
| Forza Italia                                 | 1.727  | 14,61  | 2     |
| Alleanza Nazionale                           | 655    | 5,54   | 1     |
| Unione dei Democratici Cristiani e di Centro | 349    | 2,95   | -     |
| Il Ponte                                     | 277    | 2,34   | -     |
| Totale alle liste                            | 11.818 | 100,00 | 18    |
| TOTALE                                       | 13.077 | 100,00 | 20    |

## Brescia

### Chiari
| Candidati e Liste                            | Voti   | %      | Seggi |
| -------------------------------------------- | ------ | ------ | ----- |
| Sandro Mazzatorta                            | 3.505  | 31,11  | -     |
| Lega Nord                                    | 2.355  | 25,50  | 6     |
| Progetto Chiari                              | 359    | 3,89   | 1     |
| Fabio Goffi                                  | 3.764  | 33,40  | 1     |
| Democratici di Sinistra                      | 1.180  | 12,78  | 2     |
| La Margherita                                | 808    | 8,75   | 2     |
| Partecipazione e Rinnovamento                | 750    | 8,12   | 1     |
| SDI-Lista Civica Riformista                  | 166    | 1,80   | -     |
| Pietro Giorgio Pietta                        | 3.265  | 28,98  | 1     |
| Forza Italia                                 | 2.094  | 22,68  | 4     |
| Unione dei Democratici Cristiani e di Centro | 572    | 6,19   | 1     |
| Alleanza Nazionale                           | 309    | 3,35   | -     |
| Pietro Capitanio                             | 734    | 6,51   | 1     |
| Chiari Futura                                | 641    | 6,94   | -     |
| Totale alle liste                            | 9.234  | 100,00 | 17    |
| TOTALE                                       | 11.268 | 100,00 | 20    |

### Ghedi
| Candidati e Liste                            | Voti  | %      | Seggi |
| -------------------------------------------- | ----- | ------ | ----- |
| Anna Giulia Guarneri                         | 4.923 | 50,06  | -     |
| La Margherita                                | 2.568 | 29,16  | 7     |
| Insieme per Ghedi                            | 1.736 | 19,71  | 5     |
| Umberto Simoncelli                           | 3.266 | 33,21  | 1     |
| Forza Italia                                 | 1.195 | 13,57  | 2     |
| Lista Civica per Ghedi                       | 751   | 8,53   | 1     |
| Alleanza Nazionale                           | 489   | 5,55   | 1     |
| Unione dei Democratici Cristiani e di Centro | 481   | 5,46   | -     |
| Gianluigi Boselli                            | 1.111 | 11,30  | 1     |
| Lega Nord                                    | 1.077 | 12,23  | 1     |
| Angelo Bindoni                               | 535   | 5,44   | 1     |
| Partito della Rifondazione Comunista         | 509   | 5,78   | -     |
| Totale alle liste                            | 8.806 | 100,00 | 17    |
| TOTALE                                       | 9.835 | 100,00 | 20    |

### Lumezzane
| Candidati e Liste                            | Voti   | %      | Seggi |
| -------------------------------------------- | ------ | ------ | ----- |
| Silvano Corli                                | 5.742  | 39,97  | -     |
| La Margherita                                | 2.944  | 23,27  | 8     |
| Democratici di Sinistra                      | 1.000  | 7,90   | 2     |
| Lista Civica per Corli                       | 796    | 6,29   | 2     |
| Lucio Facchinetti                            | 5.167  | 35,97  | 1     |
| Forza Italia                                 | 3.003  | 23,73  | 4     |
| Alleanza Nazionale                           | 572    | 4,52   | -     |
| Caccia Pesca Agricoltura                     | 544    | 4,30   | -     |
| Cattolici Liberali di Centro                 | 531    | 4,20   | -     |
| Mario Salvinelli                             | 1.476  | 10,28  | 1     |
| Lega Nord                                    | 1.384  | 10,94  | 1     |
| Celestina Angeli                             | 1.148  | 7,99   | 1     |
| Unione dei Democratici Cristiani e di Centro | 1.082  | 8,55   | -     |
| Fernando Scarlata                            | 445    | 3,10   | -     |
| Partito della Rifondazione Comunista         | 433    | 3,42   | -     |
| Angiolino Seneci                             | 386    | 2,69   | -     |
| Referendari per Lumezzane                    | 365    | 2,88   | -     |
| Totale alle liste                            | 12.654 | 100,00 | 17    |
| TOTALE                                       | 14.364 | 100,00 | 20    |

### Montichiari
| Candidati e Liste                            | Voti   | %      | Seggi |
| -------------------------------------------- | ------ | ------ | ----- |
| Umberto Rosa                                 | 5.312  | 42,64  | -     |
| Lega Nord                                    | 3.368  | 32,90  | 11    |
| Lista Civica Rosa                            | 300    | 2,93   | 1     |
| Lista Civica Monteclarense                   | 191    | 1,87   | -     |
| Agricoltori Monteclarensi                    | 169    | 1,65   | -     |
| Stefania Mosconi                             | 3.238  | 25,99  | 1     |
| Area Civica Monteclarense                    | 926    | 9,05   | 2     |
| Unione dei Democratici Cristiani e di Centro | 474    | 4,63   | 1     |
| Area Donna                                   | 435    | 4,25   | 1     |
| Montichiari Libera                           | 375    | 3,66   | -     |
| Agricoltura Artigianato Ambiente             | 331    | 3,23   | -     |
| Socialisti Uniti                             | 172    | 1,68   | -     |
| Felice Ippolito Garzetti                     | 1.854  | 14,88  | 1     |
| Democratici di Sinistra                      | 804    | 7,85   | 1     |
| La Margherita                                | 527    | 5,15   | -     |
| Diritti Lavoro Ambiente                      | 262    | 2,56   | -     |
| Guido Andrea Lanfranchi                      | 1.787  | 14,35  | 1     |
| Forza Italia                                 | 1.119  | 10,93  | -     |
| Alleanza Nazionale                           | 528    | 5,16   | -     |
| Giuseppe Casella                             | 266    | 2,14   | -     |
| Forza Montichiari                            | 255    | 2,49   | -     |
| Totale alle liste                            | 10.236 | 100,00 | 17    |
| TOTALE                                       | 12.457 | 100,00 | 20    |

### Palazzolo sull'Oglio
| Candidati e Liste                            | Voti   | %      | Seggi |
| -------------------------------------------- | ------ | ------ | ----- |
| Silvano Moreschi                             | 4.283  | 38,64  | -     |
| Forza Italia                                 | 2.164  | 22,49  | 5     |
| Alleanza Nazionale                           | 775    | 8,05   | 1     |
| Unione dei Democratici Cristiani e di Centro | 554    | 5,76   | 1     |
| Impegno Civico                               | 434    | 4,51   | 1     |
| Selina Grasso                                | 3.664  | 33,06  | 1     |
| Lista Civica di Centrosinistra               | 2.069  | 21,50  | 4     |
| Lista Civica di Centrosinistra               | 859    | 8,93   | 1     |
| Attilio Bertoli                              | 2.234  | 20,16  | 1     |
| Lega Nord                                    | 2.013  | 20,92  | 4     |
| Giuliana Bertoli                             | 903    | 8,15   | 1     |
| Lista Civica                                 | 755    | 7,85   | -     |
| Totale alle liste                            | 9.623  | 100,00 | 18    |
| TOTALE                                       | 11.084 | 100,00 | 20    |

## Como

### Mariano Comense
| Candidati e Liste                    | Voti   | %      | Seggi |
| ------------------------------------ | ------ | ------ | ----- |
| Alessandro Turati                    | 3.205  | 24,38  | -     |
| Lega Nord                            | 2.462  | 20,66  | 5     |
| Civitas Marianensis                  | 283    | 2,37   | -     |
| Savina Marelli                       | 4.591  | 34,92  | 1     |
| Uniti per Mariano                    | 1.687  | 14,15  | 3     |
| Nuova Mariano                        | 1.565  | 13,13  | 2     |
| Vivi Mariano                         | 747    | 6,27   | 1     |
| Francesco Orsi                       | 3.125  | 23,77  | 1     |
| Forza Italia                         | 2.349  | 19,71  | 4     |
| Alleanza Nazionale                   | 729    | 6,12   | 1     |
| Francesco Rodi                       | 851    | 6,47   | 1     |
| Insieme per Mariano                  | 798    | 6,70   | -     |
| Guido Eugenio Secchi                 | 551    | 4,19   | 1     |
| Partito della Rifondazione Comunista | 525    | 4,40   | -     |
| Giorgio Bernardi                     | 366    | 2,78   | -     |
| Federazione dei Verdi                | 355    | 2,98   | -     |
| Renato Meroni                        | 288    | 2,19   | -     |
| Lega Padana                          | 252    | 2,11   | -     |
| Corrado Tommaso Oriana               | 169    | 1,29   | -     |
| Lista Civica Marianese               | 167    | 1,40   | -     |
| Totale alle liste                    | 11.919 | 100,00 | 16    |
| TOTALE                               | 13.146 | 100,00 | 20    |

## Cremona

### Cremona
| Candidati e Liste                            | Voti   | %      | Seggi |
| -------------------------------------------- | ------ | ------ | ----- |
| Gian Carlo Corada                            | 25.246 | 56,62  | -     |
| Democratici di Sinistra                      | 10.726 | 27,10  | 13    |
| La Margherita                                | 4.452  | 11,25  | 5     |
| Rifondazione Comunista                       | 2.440  | 6,17   | 3     |
| Cattolici Democratici Socialisti             | 1.168  | 2,95   | 1     |
| Federazione dei Verdi                        | 963    | 2,43   | 1     |
| Comunisti Italiani                           | 921    | 2,33   | 1     |
| Socialisti Democratici Italiani              | 758    | 1,92   | -     |
| Italia dei Valori                            | 571    | 1,44   | -     |
| Lista Omobono                                | 285    | 0,72   | -     |
| Giovanni Jacini                              | 14.767 | 33,12  | 1     |
| Forza Italia                                 | 8.746  | 22,10  | 8     |
| Alleanza Nazionale                           | 3.084  | 7,79   | 3     |
| Unione dei Democratici Cristiani e di Centro | 1.136  | 2,87   | 1     |
| Italico Maffini                              | 4.068  | 9,12   | 1     |
| Lega Nord                                    | 3.845  | 9,72   | 2     |
| Anselmo Gusperti                             | 507    | 1,14   | -     |
| Nuovo PSI - PRI                              | 481    | 1,22   | -     |
| Totale alle liste                            | 39.576 | 100,00 | 38    |
| TOTALE                                       | 44.588 | 100,00 | 40    |

Fonte: Ministero dell'Interno

## Mantova

### Suzzara
| Candidati e Liste                                                            | Voti   | %      | Seggi |
| ---------------------------------------------------------------------------- | ------ | ------ | ----- |
| Anna Bonini                                                                  | 9.013  | 78,14  | -     |
| Democratici di Sinistra                                                      | 4.505  | 41,88  | 10    |
| Partito della Rifondazione Comunista                                         | 1.607  | 14,94  | 3     |
| Uniti per Suzzara                                                            | 1.488  | 13,83  | 3     |
| Federazione dei Verdi                                                        | 533    | 4,95   | 1     |
| Partito dei Comunisti Italiani                                               | 203    | 1,89   | -     |
| Nicola Biancheri                                                             | 1.177  | 10,20  | 1     |
| Forza Italia-Alleanza Nazionale-Unione dei Democratici Cristiani e di Centro | 1.128  | 10,49  | 1     |
| Massimo Barbi                                                                | 832    | 7,21   | 1     |
| Lega Nord                                                                    | 812    | 7,55   | -     |
| Alessandro Camurri                                                           | 513    | 4,45   | -     |
| Suzzara di Tutti                                                             | 482    | 4,48   | -     |
| Totale alle liste                                                            | 10.758 | 100,00 | 18    |
| TOTALE                                                                       | 11.535 | 100,00 | 20    |

## Varese

### Saronno
| Candidati e Liste                                | Voti   | %      | Seggi |
| ------------------------------------------------ | ------ | ------ | ----- |
| Pierluigi Gilli                                  | 11.659 | 50,43  | -     |
| Forza Italia                                     | 6.914  | 33,18  | 13    |
| Alleanza Nazionale                               | 1.895  | 9,09   | 3     |
| Unione Saronnese di Centro (UDC-PRI-Federalisti) | 1.438  | 6,90   | 2     |
| Socialisti Uniti                                 | 207    | 0,99   | -     |
| Angelo Tettamanzi                                | 8.020  | 34,69  | 1     |
| Uniti per Saronno                                | 4.565  | 21,90  | 6     |
| Partito della Rifondazione Comunista             | 1.235  | 5,93   | 1     |
| Federazione dei Verdi                            | 880    | 4,22   | 1     |
| Partito dei Comunisti Italiani                   | 351    | 1,68   | -     |
| Silvano Innocente Garbelli                       | 2.205  | 9,54   | 1     |
| Lega Nord                                        | 2.166  | 10,39  | 1     |
| Massimo Galli                                    | 1.237  | 5,35   | 1     |
| Saronno Futura                                   | 1.189  | 5,71   | -     |
| Totale alle liste                                | 20.840 | 100,00 | 27    |
| TOTALE                                           | 23.121 | 100,00 | 30    |